# Aegle vespertina
Aegle vespertina là một loài bướm đêm trong họ Noctuidae.